# X-Men - L'inizio
X-Men - L'inizio (X-Men: First Class), stilizzato come X: First Class, è un film del 2011 diretto da Matthew Vaughn.
Basato sul gruppo degli X-Men di Marvel Comics. È il quarto capitolo principale della serie di film X-Men, nonché quinto film del franchise. All'uscita del film, esso era inteso come reboot del franchise; tuttavia, gli eventi del successivo film X-Men - Giorni di un futuro passato (2014) hanno retroattivamente modificato L'inizio rendendolo un prequel di X-Men (2000).
La storia è ambientata principalmente nel 1962 durante la crisi missilistica cubana, e si concentra sulla relazione tra il professor Charles Xavier (James McAvoy) e Erik Lehnsherr / Magneto (Michael Fassbender), e sull'origine dei loro gruppi - gli X-Men e la Confraternita dei mutanti - mentre si occupano dell'Hellfire Club guidato da Sebastian Shaw (Kevin Bacon), che è deciso a dominare il mondo. Il film è interpretato inoltre da Rose Byrne, January Jones, Oliver Platt, oltre a Nicholas Hoult e Jennifer Lawrence che interpretano le versioni giovani di personaggi centrali nella prima trilogia.
La produttrice Lauren Shuler Donner ha inizialmente pensato a un prequel basato sui giovani X-Men durante la produzione di X-Men 2 (2003); il produttore successivo, Simon Kinberg, ha suggerito alla 20th Century Fox un adattamento della serie a fumetti X-Men: First Class, anche se il film non segue attentamente le vicende del fumetto. Singer, che aveva diretto sia X-Men che X-Men 2, è stato coinvolto nel progetto nel 2009, ma poteva solo produrre e co-scrivere First Class a causa di altri progetti. Matthew Vaughn, che in precedenza era legato a X-Men - Conflitto finale (2006) e Thor (2011), è diventato il regista e ha anche scritto la sceneggiatura finale con la sua compagna di scrittura Jane Goldman. L'inizio ha superato un prequel pianificato di Magneto.
La pellicola è entrata in produzione nell'agosto 2010, con le riprese principali a dicembre e le riprese aggiuntive terminate nell'aprile 2011, poche settimane prima della première del film nel giugno 2011. Il programma serrato ha rappresentato una sfida per le sei società responsabili degli estesi effetti visivi che includeva set generati al computer e doppi digitali per gli attori. Le sedi comprendevano Oxford, il Mojave Desert e la Georgia, con un lavoro sul palcoscenico svolto sia nei Pinewood Studios che negli studi 20th Century Fox a Los Angeles. La rappresentazione degli anni '60 si ispira ai film di James Bond del periodo.
X-Men - L'inizio è stato un successo al botteghino, detiene il record di settimo incasso della serie, e ha ricevuto recensioni positive da parte della critica e del pubblico, che hanno elogiato recitazione, sceneggiatura, regia, sequenze d'azione, effetti visivi e colonna sonora. Il successo del film ha generato una serie di sequel incentrati su iterazioni più recenti dei personaggi di X-Men, con X-Men - Apocalisse (2016) e X-Men: Dark Phoenix (2019).

## Trama
Nel 1944, nel campo di concentramento di Auschwitz, il misterioso ufficiale nazista Klaus Schmidt osserva il giovane Erik Lehnsherr piegare un cancello di metallo con la mente dopo essere stato separato dai suoi genitori. Nel frattempo nella contea di Westchester, il giovane telepate Charles Xavier incontra nella sua cucina la mutaforma Raven, felice di aver finalmente incontrato qualcuno "diverso" come lui, Charles la invita a divenire un membro della sua famiglia.
Sempre nel campo di concentramento, nel suo ufficio, l'ufficiale Schmidt chiede a Erik di replicare l'evento del cancello spostando una monetina di metallo. Quando il ragazzo non ci riesce, il dottore uccide sua madre davanti a lui scatenando però la collera del giovane mutante. In un attimo distrugge la stanza e uccide due soldati sotto gli occhi divertiti e appagati del dottor Schmidt.
1962; Inghilterra all'Università di Oxford, Charles sta per discutere la sua tesi sulla mutazione genetica. Raven, che vive con lui come una sorella, è alla costante ricerca di attenzioni per essere amata per com'è. Intanto Erik, oramai adulto, dà la caccia ai nazisti sperando di trovare Schmidt per ucciderlo. A Las Vegas l'agente della CIA Moira MacTaggert segue il colonnello Hendry al Club Infernale dove il colonnello viene adescato dalla telepate Emma Frost, che lo consegna al suo capo Sebastian Shaw; al seguito di Shaw ci sono altri due mutanti, Riptide e Azazel, e quest'ultimo (un mutante teleporta) porta Hendry nella War Room dove il colonnello convince gli Stati Uniti ad installare dei missili nucleari in Turchia. Successivamente Shaw ucciderà Hendry rivelando di essere egli stesso un mutante in grado di assorbire energia: grazie a questo potere, infatti, si è mantenuto giovane nel corso degli anni (rivelando quindi di essere in realtà il dottor Schmidt). Moira convince Charles e Raven ad entrare nella CIA; i tre convincono il direttore McCone che i mutanti esistono e che Shaw è una minaccia. Nonostante McCone si rifiuti di reclutare dei mutanti, un misterioso uomo in nero decide di impiegarli nella sua agenzia.
Intanto Erik riesce a rintracciare Shaw e ad attaccarlo ma quest'ultimo fugge a bordo di un sottomarino. Xavier salva Erik in mare e lo introduce alla neonata Divisione X della CIA. Qui i due incontrano Hank McCoy, un giovanissimo scienziato che in realtà è un mutante con i piedi da gorilla. Raven e Hank legano in fretta e quest'ultimo promette alla ragazza di trovare una cura per il loro "problema" ricavandola dal sangue della giovane. Entrambi infatti detestano il proprio aspetto mutante, i piedi animaleschi di Hank e il colore blu della pelle di Raven, convinti che ciò non permetterà mai a persone come loro di integrarsi nella società e dunque avere una vita normale. Per fermare Shaw, Charles ed Erik decidono di reclutare dei mutanti; per questo Xavier usa Cerebro, un dispositivo costruito da Hank in grado di amplificare a dismisura i suoi poteri di telepate fino a farli arrivare a grande distanza. In questo modo Charles può scandagliare la mente di tutte le persone sparse sul globo, quindi localizzare gli altri mutanti. I due reclutano la spogliarellista Angel Salvadore dotata di ali da libellula, il tassista Armando Munoz con capacità elevate di adattamento, Sean Cassidy in grado di emettere onde ultrasoniche e anche Alex Summers, un mutante dai poteri al plasma incontrollabili.
Una volta entrati a far parte del gruppo, ognuno di loro sceglierà il proprio "nome da mutante": Munoz sarà Darwin, Cassidy Banshee, Summers Havok, mentre Raven decide di chiamarsi Mystica. Anche il mutante Logan, in seguito noto come Wolverine, sarà trovato mentre beve in un bar ma, prima che Charles ed Erik possano parlare, li manderà via con modi sgraziati. Quando Emma Frost incontra un generale russo, Erik e Xavier la catturano e la consegnano alla CIA. Nel frattempo Shaw, Riptide e Azazel attaccano la Divisione X uccidendo tutti gli agenti della CIA tranne i giovani mutanti, proponendo loro di schierarsi dalla loro parte. Angel accetta l'invito di Shaw e quando Darwin tenta di farle cambiare idea Shaw lo uccide. Con la Divisione X distrutta, i giovani mutanti si recano nella contea di Westchester nella dimora di Charles. Qui Erik lo convince ad allenare i giovani mutanti per combattere Shaw ad armi pari. Intanto Hank prepara la cura per lui e Raven, ma quest'ultima decide di rifiutare in quanto orgogliosa della sua mutazione; poco dopo Raven decide di concedersi ad Erik, l'unico in grado di vedere la sua bellezza.
Intanto Shaw provoca la crisi dei missili di Cuba ed indossa un elmetto costruito dai russi che impedisce a Xavier di entrare nella sua mente. La cura che Hank ha realizzato non lo rende normale come sperava, bensì lo fa tramutare in un mutante blu soprannominato come Bestia. Il gruppo parte a bordo di un jet (simile al Lockheed SR-71) sperimentale e riescono a fermare la guerra nucleare appena in tempo, i mutanti si scontrano davanti alle flotte di entrambe le nazioni. Erik riesce a fronteggiare Shaw (il quale tenta di convincerlo a unire le forze per far prevalere la specie mutante) e, privatolo dell'elmetto, permette a Xavier d'immobilizzarlo tramite telepatia. Successivamente Erik indossa l'elmetto per far in modo che Charles non entri nella sua testa e, benché riveli al mutante nazista di condividere in pieno i suoi progetti, rivela di non averlo mai perdonato per aver ucciso sua madre e riesce finalmente a vendicarla : usando i suoi poteri Erik uccide Shaw trapassandogli simbolicamente il cranio con la monetina che quest'ultimo, tanti anni prima, gli aveva ordinato di far muovere, mentre Charles sperimenta il dolore della morte cerebrale di Shaw. 
Erik, assunto il comando della situazione, mostra a tutti il cadavere di Shaw e spiega ai mutanti che il vero nemico sono gli esseri umani e che sono pronti a fare fuoco su di loro, poco dopo infatti riesce a fermare tutti i missili rivolti contro di loro e li respinge verso le flotte. Nel tentativo di fermarlo Moira gli spara, ma Erik devia tutte le pallottole indirizzandone accidentalmente una verso la schiena di Charles. Xavier trattiene l'amico quando cerca di strangolare Moira per averlo paralizzato e dice ad Erik che non sarà mai dalla sua parte, così quest'ultimo decide di andare via con Azazel, Janos e Angel; a lui si unisce anche Raven. Charles fa ritorno nella villa paralizzato e costretto a rimanere sulla sedia a rotelle a vita pronto ad aprire una scuola per giovani dotati che Moira chiama amichevolmente X-Men. Moira promette a Charles di non rivelare mai a nessuno il luogo dove si trovano ma Charles, baciandola, le cancella tutti i ricordi recenti sull'accaduto per proteggerla dalle pressioni dei servizi segreti. Al quartier generale della CIA, Erik, soprannominatosi Magneto come gli avevano suggerito precedentemente i ragazzi, libera Emma chiedendole di unirsi alla sua squadra.

## Personaggi

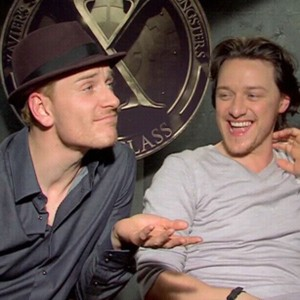
Michael Fassbender e James McAvoy durante un'intervista televisiva.

- James McAvoy è Charles Xavier: un potente telepate che crede nella co-esistenza tra mutanti ed esseri umani. A differenza del Professor X dei precedenti film, anziano, saggio e pacato, McAvoy interpreta un giovane disinibito e donnaiolo, definito «sex pest» ("peste del sesso") dall'attore stesso.[2]
  - Laurence Belcher è Charles Xavier da bambino.
- Michael Fassbender è Erik Lehnsherr / Magneto: il signore del magnetismo, è di origine ebraica e ha subito gli orrori dell'Olocausto. Il suo scopo è quello di trovare e uccidere Sebastian Shaw, alias Klaus Schmidt, colpevole di aver ucciso sua madre e averlo usato come cavia nel campo di concentramento.
  - Bill Milner è Magneto da bambino.
- Kevin Bacon è Sebastian Shaw: leader del Club Infernale, ha la capacità di assorbire energia e utilizzarla a suo piacimento. Ha ucciso la madre di Erik durante l'Olocausto, e per questo adesso il giovane mutante lo cerca per vendicarsi.
- Jennifer Lawrence è Raven / Mystica: mutaforma, sorella adottiva di Charles. In numerose scene l'attrice recita completamente nuda, con il corpo dipinto per ottenere l'aspetto del personaggio[3]; per questo motivo Jennifer ha dovuto modellare il proprio corpo con una dieta ferrea e sedute di palestra.[4]
  - Morgan Lily è Raven Darkholme da bambina.
- January Jones è Emma Frost: telepate, può assumere una forma diamantina. È il braccio destro di Sebastian Shaw. Per il ruolo di Emma Frost era stato precedentemente presa in considerazione l'attrice Alice Eve.[5] January Jones si è detta entusiasta del gran numero di costumi stravaganti che indossa il suo personaggio, con un vasto assortimento di pellicce, bikini, cappelli e stivali.[6]
- Rose Byrne è Moira MacTaggert: agente della CIA, collabora con Xavier. Per questo ruolo era stata precedentemente presa in considerazione l'attrice Rosamund Pike.[7]
- Nicholas Hoult è Hank McCoy/Bestia: scienziato dai piedi scimmieschi. Dopo l'assunzione di un siero tramuterà in una bestia. Per il ruolo di McCoy era stato precedentemente presa in considerazione l'attore di Broadway Benjamin Walker, che rinunciò per potersi dedicare al musical Bloody Bloody Andrew Jackson.[8]

- Oliver Platt è l'uomo in nero: un agente della CIA.[9]
- Ray Wise è il segretario di Stato statunitense.
- Zoë Kravitz è Angel: una spogliarellista con la capacità di volare e sputare palle di fuoco.
- Caleb Landry Jones è Sean Cassidy / Banshee: un giovane ragazzo con il potere dell'urlo sonico.
- Lucas Till è Alex Summers / Havok: un ragazzo spaccone e con qualche problema con la legge, tanto che Erik e Charles lo incontrano per la prima volta in una prigione statale; è in grado di emettere raggi energetici al plasma. È il fratello maggiore di Scott Summers/Ciclope.
- Edi Gathegi è Armando Muñoz / Darwin: un tassista in grado di adattarsi ad ogni tipo di ambiente, muore quando Shaw gli inserisce l’energia che ha assorbito nel corpo.
- Jason Flemyng è Azazel: al soldo di Sebastian Shaw, ha l'aspetto demoniaco e può teletrasportarsi. Inoltre è un esperto nel combattimento all'arma bianca.
- Álex González è Janos Questad / Riptide: elegante e di poche parole, è alleato di Sebastian Shaw. Può creare e controllare i tornadi.

### Camei
- James "Logan" Howlett / Wolverine, interpretato da Hugh Jackman, appare in una breve sequenza ambientata in un bar.[10]
- Mystica si tramuta in Rebecca Romijn (interprete del personaggio nella trilogia principale) per alcuni istanti.

## Produzione
Nell'aprile 2006 (un mese prima dell'uscita nei cinema di X-Men - Conflitto finale) lo sceneggiatore Zak Penn rivela di essere stato contattato per scrivere e dirigere uno spin-off sugli X-Men. Nel 2007 Penn annuncia:
Nel 2008 Josh Schwartz venne chiamato a scrivere la sceneggiatura. Nel 2009 il posto di regista venne offerto a Bryan Singer, colui che aveva diretto X-Men e X-Men 2; successivamente, un altro spin-off sulle origini di Magneto venne cancellato e Singer decise di incorporare parte della trama nella sceneggiatura del film, che venne rettificata da Jamie Moss. Successivamente Ashley Miller e Zack Stentz rettificarono la sceneggiatura; nel 2010 Singer lasciò la regia del film per impegni trasversali, rimanendo comunque produttore. A maggio 2010 venne annunciato che Matthew Vaughn è il nuovo regista del film e che la data di uscita era fissata per il 3 giugno 2011; Jane Goldman modifica ulteriormente la sceneggiatura. Le riprese del film sono iniziate a Londra a settembre 2010.

## Colonna sonora
La musica del film è composta da Henry Jackman.

### Tracce
1. First Class

1. Not That Sort Of Bank
2. Frankenstein's Monster
3. What Am I Thinking
4. Cerebro
5. Mobilise For Russia
6. Rise Up To Rule
7. Cold War
8. X-Training
9. Rage And Serenity
10. To Beast Or Not To Beast
11. True Colours
12. Let Battle Commence
13. Sub Lift
14. Coup D'état
15. Mutant And Proud
16. X-Men
17. Magneto

Nella colonna sonora è compresa anche la canzone Love Love della band Take That, suonata nei titoli di coda della pellicola.

## Promozione
Il 18 gennaio 2011 è stata resa disponibile la prima foto ufficiale dal film; successivamente, il 20 gennaio, vengono rilasciate ulteriori foto e il teaser poster. Il 10 febbraio 2011 viene distribuito online il primo trailer ufficiale insieme ad una nuova foto, mentre tra il 1º marzo e il 2 marzo vengono rilasciate nuove foto e poster dalla pellicola.
Il 15 marzo 2011 esce un nuovo trailer in lingua russa ed il 21 marzo esce il primo trailer in lingua italiana. Il 28 aprile 2011 è stato pubblicato in esclusiva su Yahoo! il secondo trailer in lingua originale, mentre il 10 maggio esce la versione in lingua italiana.

## Distribuzione
Il film è uscito negli Stati Uniti il 3 giugno 2011 mentre in Italia l'8 giugno 2011.

## Accoglienza

### Incassi
Nel primo weekend di proiezione in Nord America il film ha incassato 55101604 $. A fronte di un budget di circa 160 milioni di dollari, il film ha incassato in totale 146 408 305 $ in Nord America e 207 215 819 $ nel resto del mondo, di cui 3 982 424 $ in Italia, per un totale globale di 353 624 124 $.

### Critica
Il film ha ricevuto generalmente critiche positive dalla critica cinematografica. L'aggregatore di recensioni Rotten Tomatoes riporta una percentuale di gradimento del 86% con un voto medio di 7.4 su 10, basandosi su 299 recensioni, mentre il sito Metacritic attribuisce al film un punteggio di 65 su 100 in base a 38 recensioni.

## Sequel
Nel 2014 è uscito X-Men - Giorni di un futuro passato che modifica il film in modo retroattivo rendendolo un prequel di X-Men (2000).
Nel 2016 esce un terzo film della serie prequel: X-Men - Apocalisse. Il film narra come gli X-Men, nel 1983, debbano affrontare il più potente dei mutanti: Apocalisse, il cui unico intento è di distruggere la terra con i suoi quattro cavalieri. Il film è uscito in Italia il 18 maggio 2016, mentre negli Stati Uniti il 27 maggio dello stesso anno.
Nel 2019 esce infine l'ultimo film della serie prequel: X-Men: Dark Phoenix. Il film narrerà di come gli X-Men nel 1992, quasi un decennio dopo gli eventi di Apocalisse, siano diventati eroi nazionali impegnati in missioni sempre più rischiose. Quando un brillamento solare li colpirà durante una missione di salvataggio nello spazio, Jean Grey perderà il controllo delle sue abilità e scatenerà la Fenice dentro di sé.